# Omocestus raymondi
Omocestus raymondi är en insektsart som först beskrevs av Yersin 1863.  Omocestus raymondi ingår i släktet Omocestus och familjen gräshoppor. Inga underarter finns listade i Catalogue of Life.